# Sokoľ
Sokoľ est un village de Slovaquie situé dans la région de Košice.

## Histoire
Première mention écrite du village en 1270.

## Démographie

### Évolution de la population
| Année:               | 1994. | 2004.    | 2014.    | 2024.    |
| -------------------- | ----- | -------- | -------- | -------- |
| Nombre de personnes: | 637   | 873      | 1121     | 1335     |
| Différence:          |       | +37,04 % | +28,40 % | +19,09 % |

| Année:               | 2023. | 2024.   |
| -------------------- | ----- | ------- |
| Nombre de personnes: | 1315  | 1335    |
| Différence:          |       | +1,52 % |